# Чаучила чорноголова
Чаучила чорноголова (Orthonyx spaldingii) — вид горобцеподібних птахів родини чаучилових (Orthonychidae).

## Поширення
Ендемік Австралії. Поширений у тропічних лісах на північному сході Квінсленду.

## Опис
Птах завдовжки 24–29 см, вагою 113—215 г. Верхня частина тіла темно-коричневого, майже чорного забарвлення. Навколо очей чітке біле кільце. У самців черево, груди та горло білого кольору. У самиць білим є лише черево, а груди та горло яскравого рудого забарвлення.

## Спосіб життя
Наземні птахи, літають неохоче. Основу раціону складають личинки комах, яких вони знаходять у ґрунті. Гнізда будують на землі між папороттю. У гнізді одне або два білих яєць.